# Ніл Березовський
Ні́л (Березо́вський) (? — 1733) — український церковний діяч, архімандрит Новгород-Сіверського Спасо-Преображенського монастиря (1726—1733 рр.)

## Початок служби
На початку 18 століття отримав сан ігумена і призначений настоятелем Миколаївського Макошинського монастиря (у Сосницькому повіті).
В 1726 році був обраний архімандритом Новгород-Сіверського Спасо-Преображенського монастиря.

## Учасник церемонії обрання гетьмана
Брав участь в обранні гетьмана Данила Апостола на урочистій церемонії у Глухові 1 (12) жовтня 1727 року та підписався під присягою гетьмана.

## Боротьба за земельні права

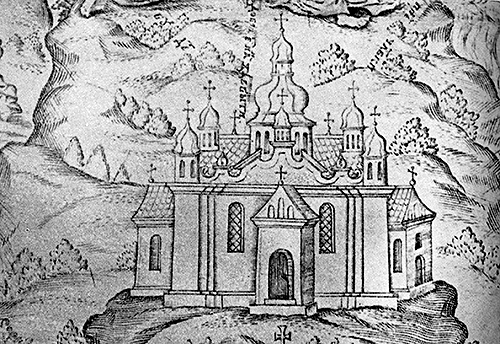
Фрагмент гравюри з книги «Анфологіон»

У 1728 році Ніл Березовський з метою захисту законних прав Новгород-Сіверського Спасо-Преображенського монастиря на землю зібрав в одній книзі історичні документи на монастирські володіння. Це дало йому можливість узаконити їх та довести земельні права обителі.
Втім, це тривало недовго. Через два роки — у 1730 році ямпольський сотник Михайло Оболонський, щоб відібрати землю, дійснив насилля над священнослужителями монастиря. Все це відбуалось на фоні штучно організованого бунту монастирських селян і їх переведення у статус козаків.
Лише Унніверсал гетьмана Данила Апостола все врегулював. Однак, сотник і далі продовжував чинити свавілля.